# Anh-Liên Xô xâm lược Iran
Sự kiện Anh và Liên Xô tấn xâm lược Iran là một cuộc tấn công của phe Đồng Minh - bao gồm Hồng quân Liên Xô, quân đội Vương quốc Anh cùng các lực lượng thuộc Khối thịnh vượng chung Anh - vào Iran dưới triều đại Pahlavi trong Chiến tranh thế giới lần thứ hai. Chiến sự diễn ra từ ngày 25 tháng 8 đến ngày 17 tháng 9 năm 1941, với mật danh là Chiến dịch Countenance. Mục đích của cuộc tấn công là chiếm đóng các mỏ dầu lửa của Iran và bảo đảm an toàn cho con đường tiếp tế của các đồng minh phương Tây cho Liên Xô trong cuộc chiến với quân đội phe Trục trên mặt trận Đông Âu (còn gọi là Hành lang Ba Tư). Mặc dù Iran chính thức tuyên bố trung lập trong cuộc chiến, nhưng quốc vương Iran là Reza Shah Pahlavi lại tỏ ra thân thiện với khối Trục: Kết cục là ông bị phế truất sau khi Iran bị chiếm đóng và ngôi vị được thay thế bởi người con trai trẻ của mình, Mohammad Reza Pahlavi.

## Bối cảnh
Năm 1925, sau nhiều năm chịu cảnh nội chiến và can thiệp quân sự của các nước đế quốc, Ba Tư thống nhất dưới sự trị vì của vua Reza Khan, người cùng năm đó tự phong vương với tên gọi Reza Shah. Năm 1935, ông đề nghị các phái đoàn ngoại giao sử dụng tên gọi Iran, danh xưng mang tính lịch sử mà dân bản xứ sử dụng. Nhà vua tiến hành chương trình cải tổ đầy tham vọng về kinh tế, văn hóa và hiện đại hóa quân sự. Iran trước đây đã từng bị chia cắt và cô lập dưới vương triều Qajar,giờ đây vươn lên mạnh mẽ thành một quốc gia công nghiệp hóa theo hướng hiện đại. Reza Shah có nhiều cải cách như xây, dựng hạ tầng, đô thị hóa mở rộng hệ thống giao thông, xây trường học. Ông cũng bắt đầu chính sách chính trị trung lập, nhưng để có tiền và hỗ trợ cho các dự án hiện đại hóa, cần sự hỗ trợ từ Phương Tây.
Iran và Đế chế Đức đã xây dựng quan hệ qua nhiều thập kỷ, nhằm chống lại tham vọng của Đế quốc Anh và Đế quốc Nga (và sau này là Liên bang Xô Viết). Công việc giao thương với Đức đầy hứa hẹn cho Iran vì người Đức không hề có lịch sử xung đột đế quốc trong khu vực như Anh và Nga. Chính quyền Iran không hỗ trợ chính sách bài Do Thái của Đức quốc xã. Các đại sứ quan Iran tại các nước Châu Âu bị Đức chiếm đóng đã giải cứu trên 1.500 người Do Thái và bí mật cấp quyền công dân Iran cho họ để có thể đến Iran.
Người Anh bắt đầu cáo buộc Iran hỗ trợ phe Trục và ủng hộ Đức. Mặc dù Reza Shah tuyên bố trung lập ngay từ giai đoạn đầu thế chiến 2, chính quyền Anh vẫn coi Iran có tầm quan trọng chiến lược và quan ngại khả năng Đức chiếm được tổ hợp lọc dầu Abadan (thuộc sở hữu của công ty dầu Anh-Iran). Nhà máy lọc dầu với sản lượng 8 triệu tấn năm 1940, đóng vai trò quan trọng trong cỗ máy chiến tranh của phe Đồng minh. Căng thẳng với Iran tăng lên từ năm 1931 khi vua Shah hủy bỏ Thỏa ước nhượng bộ D'Arcy, vốn đang ban cho Công ty dầu Anh-Iran, đặc quyền bán dầu Iran, Iran tiếp nhận chỉ 10%, (có thể 16%) doanh thu hoặc lợi nhuận.
Sau chiến dịch Barbarossa, Đức xâm lược Liên Xô tháng 6/1941, Anh và Liên Xô chính thức trở thành đồng minh, gián tiếp thúc đẩy khả năng Đồng minh xâm lược Iran. Đức lại trên đà chọc thủng phòng tuyến Liên Xô, Hành lang Ba Tư tạo thành bởi tuyến đường sắt xuyên Iran là con đường dễ nhất để phe Đồng Minh cung cấp chương trình Cho vay-Cho thuê (Lend-Lease) cho Liên Xô qua đường biển. Anh và Liên Xô đều hiểu rõ tầm quan trọng của tuyến đường sắt và cố gắng kiểm soát nó. Khi tàu ngầm Đức tăng cường tấn công và mùa đông băng giá kiến việc chuyển hàng đến Arkhangelsk thêm nguy hiểm, tuyến đường sắt quả là hứa hẹn. Liên Xô muốn khu vực Azerbaijan thuộc Iran và vùng Turkmen Sahra thành một phần của Liên Bang Xô Viết hoặc thậm chí biến Iran thành một nước Cộng sản. Hai nước Đồng minh tăng áp lực lên Iran và vua Shah, dẫn đến căng thẳng và tâm lý bài Anh tại Tehran. Người Anh mô tả các cuộc biểu tình theo hướng "ủng hộ Đức". Vị trí chiến lược của Iran đe dọa vùng Kavkaz của Liên Xô và các cánh của các quân đoàn Hồng quân và đà tiến quân của Đức có thể đe dọa đến khả năng kết nối giữa Ấn Độ và Địa Trung Hải của Anh.
Vua Shah từ chối trục xuất công dân Đức ở Iran theo yêu cầu của Đồng minh (hầu hết là công nhân và nhà ngoại giao). Một báo cáo của Sứ quán Anh năm 1940, ước tính có gần 1.000 công dân Đức tại Iran. Theo báo Iran Ettelaat, thực tế có khoảng 690 Đức kiều ở Iran (trong tổng số 4.630 người nước ngoài, gồm 2.590 Anh kiều). Jean Beaumont ước tính "có khoảng trên 3.000" Đức kiều thực tế ở Iran, nhưng người ta tin người Đức có ảnh hưởng lớn do công việc của họ trong các ngành công nghiệp chiến lược của chính phủ và hệ thống vận tải và truyền thông của Iran".
Tuy nhiên, theo yêu cầu của Đồng minh, Iran cũng bắt đầu giảm thương mại với người Đức. Vua Reza Shah cố gắng duy trì trung lập và không ngả hẳn về bên nào khiến căng thẳng với Anh và Xô Viết gia tăng. Anh tăng quân số ở Iraq sau chiến tranh Anh-Iraq đầu năm 1941. Quân Anh đồn trú tại biên giới Tây Iran trước khi chiến lược xâm lược bắt đầu.